# Brokęcino
Brokęcino – wieś w Polsce położona w województwie wielkopolskim, w powiecie złotowskim, w gminie Okonek, przy trasie linii kolejowej Piła Główna – Ustka, z przystankiem Brokęcino.

## Administracja
W latach 1975–1998 miejscowość administracyjnie należała do województwa pilskiego.

## Kościół
Kościół poewangelicki pw. Świętego Kazimierza z końca XVI wieku. Drewniany, konstrukcji zrębowej. Salowy, bez wyodrębnionego prezbiterium.